# Backstabbers Incorporated
Backstabbers Incorporated (ook wel Backstabbers Inc. of BSI genoemd, en voorheen bekend als Life Passed On) is een Amerikaanse hardcore/metalband, gevestigd in Portsmouth (New Hampshire).

## Bezetting
Huidige bezetting
- Matt Serven (gitaar, zang, 1998–heden)
- Brian Serven (gitaar, zang, 2000–heden)
- Sean McAllister (basgitaar, heden)
- Mark Blanchard (drums, heden)

Voormalige leden
- Nick Reddy (basgitaar, 2004-2014)
- Jonah Livingston (drums, 2004-2014)
- Ryan McKenney (zang, 1998-?)
- Brian Izzi (gitaar, 2001- ?)
- Mike Justian (gitaar, drums)
- Mike Quinn (Drums)
- Matt Dunn (Drums)

## Geschiedenis
Backstabbers Incorporated werd eind jaren 1990 geformeerd als Life Passed On door Matt Serven (gitaar) en Ryan McKenney (zang). In 2000 zorgde een verandering van bezetting ervoor dat de band hun naam veranderde in Backstabbers Incorporated. Brian Serven sloot zich rond deze tijd aan. Ze hebben albums uitgebracht voor Black Market Activities (gedistribueerd via Metal Blade Records) en Trash Art! Records naast enkele splitsingen en ep's bij kleinere DIY-labels. De band heeft verschillende Amerikaanse tournees gedaan, waaronder een korte tournee in januari 2005 en een uitgebreidere East Coast Tour van oktober tot december 2005. In 2006 begon de band aan een Europese tournee in augustus en september. Sinds een korte tournee in maart 2008 rond Dudefest, is de band grotendeels inactief geweest. Op 24 augustus 2010 kondigde BSI via Facebook aan, dat hun aanstaande volledige album zou worden uitgebracht bij Blackmarket Activities. Op 1 januari 2014 verscheen MIA, een rauwe, uitgeklede, claustrofobische hardcore plaat. In het voorjaar van 2015 kwam de band opnieuw op de proppen met weer een andere bezettingswisseling en een korte East Coast/Midwestern Tour.

## Stijl
De band wordt doorgaans omschreven als punk en hardcore als overkoepelende termen, maar stelt dat andere invloeden zoals grindcore, crossover thrash, posthardcore en death metal vaak aanwezig zijn. Het gebruik van verschillende vocale stijlen, van hoog gegil tot diepere grommen, dient vaak om de band te identificeren in zowel de hardcore- als de metalgenres. Op hun eerdere publicaties worden ze meestal omschreven als directer en uitgekleed, terwijl hun latere publicaties zoals Kamikaze Missions een uitbreiding van hun geluid laten zien. Brian Serven noemt ook filmcomponisten Michael Nyman en Yann Tiersen als invloeden. De band is soms ook gebonden aan de straight edge muziekcultuur, mede doordat de Serven geen drugs of alcohol gebruiken (ze zijn ook veganistisch). Ze gaven echter aan dat deze beslissingen niet gebonden zijn aan een op jongeren gerichte subcultuur zoals straight edge, maar persoonlijke keuzes zijn. Vanaf mei 2016 is de band begonnen met het schrijven van een aankomend album.

## Discografie

### Studioalbums
- 2003: Bare As Bones (Black Market Activities)
- 2004: Kamikaze Missions (Trash Art!)
- 2014: Missing In Action (Self Release)

### Ep's
- 2000: Evolution (Cadmium Sick Records)
- 2001: While You Were Sleeping (Trash Art!)
- 2002: Theory/History (Element Records)

### Spltalbums
- 2001: Bad Cop, No Cop - 7" met Advocate (Black Day Propaganda)
- 2003: People Don't Take Photographs of Things They Want to Forget - met Advocate, Trap Them, Purity's Failure en Transistor Transistor (Broken Press)

### Demo's
- Backstabbers Incorporated (zelf uitgebrachte demotape)